# Улица Джутас
Улица Джу́тас (латыш. Džutas iela) — улица в Видземском предместье города Риги, в микрорайонах Тейка и Чиекуркалнс. Начинается от перекрёстка Бривибас гатве с улицей Лиелвардес, пересекает железнодорожную линию Рига — Лугажи и заканчивается у перекрёстка с 1-й линией Чиекуркална, переходя в улицу Вискалю.
Общая длина улицы составляет 421 метр. На всём протяжении имеет асфальтовое покрытие. Общественный транспорт по улице не курсирует, но на улице Ропажу есть трамвайная остановка «Džutas iela». Переезд через железнодорожную линию оборудован автоматическим шлагбаумом.

## История
Улица Джутас впервые упоминается в 1902 году под своим современным названием — Джутовая улица (первоначально латыш. Jutes iela, нем. Jutesstrasse). Улица получила своё название в честь джутовой мануфактуры, в направлении которой вела. Переименований улицы не было.
По чётной стороне улицы Джутас частично сохранилась застройка начала XX века.

## Прилегающие улицы
Улица Джутас пересекается со следующими улицами:
- Бривибас гатве
- Улица Цаунес
- Улица Майя
- Улица Ваверес
- Улица Кауказа
- Улица Ропажу
- Улица Берзпилс
- Чиекуркална 1-я линия